# Bu-Kar
Bu-Kar war eine brasilianische Automarke.

## Markengeschichte
Ein Unternehmen aus São Paulo übernahm von Chuves die Produktion von Automobilen. Der Markenname lautete Bu-Kar. Die Produktion fand während der 1980er Jahre statt.

## Fahrzeuge
Das einzige Modell war ein VW-Buggy. Er basierte auf dem Modell von Chuves, war aber in einigen Details wie Kotflügel, Scheinwerfer und Seitenschweller überarbeitet worden. Fahrgestell und Motor sind nicht explizit überliefert, aber der Chuves-Buggy hatte einen luftgekühlten Vierzylinder-Boxermotor von Volkswagen do Brasil und eine Karosserie aus Fiberglas. Die offene Karosserie hatte keine Türen. Auffallend waren die vier vorderen Scheinwerfer.
Modellpflege führte zu abgesenkten Seitenschwellern zum leichteren Ein- und Aussteigen.